# Hello, I'm Johnny Cash
Hello, I'm Johnny Cash è il diciannovesimo album in studio dell'artista country statunitense Johnny Cash, pubblicato nel 1970 dalla Columbia Records.

## Tracce
1. Southwind (Cash) – 3:15
2. Devil to Pay (Merle Travis, Leon Rusk) – 3:28
3. 'Cause I Love You (Cash) – 2:34
4. See Ruby Fall (Cash, Roy Orbison) – 2:52
5. Route No. 1, Box 144 (Cash) – 2:28
6. Sing a Traveling Song (Ken Jones) – 3:08
7. If I Were a Carpenter (Tim Hardin) – 3:00
8. To Beat the Devil (Kris Kristofferson) – 4:22
9. Blistered (Billy Edd Wheeler) – 2:25
10. Wrinkled Crinkled Wadded Dollar Bill (Vincent Matthews) – 2:32
11. I've Got a Thing About Trains (Jack Clement) – 2:50
12. Jesus was a carpenter (Chris Wren) — 3:57

## Formazione
- Johnny Cash - voce, chitarra
- Carl Perkins, Bob Wootton, Jerry Shook - chitarre
- Norman Blake - dobro, chitarra
- Marshall Grant - basso
- W.S. Holland - batteria
- Bill Pursell - piano
- George Tidwell - tromba
- The Carter Family - cori